# Coupe des clubs champions arabes de football 1996
Navigation
Riyad 1995 Tunis 1997
La Coupe arabe des clubs champions 1996 est la douzième édition de la Coupe arabe des clubs champions de football. Organisée au Caire en Égypte, elle regroupe les clubs des pays arabes les plus performants dans leur championnat national (champion, vice-champion) ou vainqueur de la coupe nationale. 
C'est le club égyptien d'Al Ahly SC qui est sacré après avoir battu les marocains du Raja CA en finale. C'est le tout premier titre du club dans cette compétition.

## Clubs participants
- Al-Weehdat Club - Champion de Jordanie
- Hilal FC - Champion d'Arabie Saoudite
- Ahly SC - Champion d'Égypte
- RajaCA - Champion du Maroc
- Hilal AC - Champion du Soudan 1995
- CS Rafah - Invité d'honneur
- USM Blida - Invité d'honneur

## Compétition

### Phase de groupes
Groupe A :
| Rang | Équipe       | Pts | J | G | N | P | Bp | Bc | Diff |  | Résultats (▼ dom., ► ext.) |  |     |     |
| ---- | ------------ | --- | - | - | - | - | -- | -- | ---- |  | -------------------------- |  | --- | --- |
| 1    | Al Ahly SC   | 6   | 2 | 2 | 0 | 0 | 12 | 1  | +11  |  | Al Ahly SC                 |  | 7-0 | 5-1 |
| 2    | Shabab Rafah | 3   | 2 | 1 | 0 | 1 | 1  | 7  | -6   |  | Shabab Rafah               |  |     | 1-0 |
| 3    | USM Blida    | 0   | 2 | 0 | 0 | 2 | 1  | 6  | -5   |  | USM Blida                  |  |     |     |

Groupe B :
| Rang | Équipe            | Pts | J | G | N | P | Bp | Bc | Diff |  | Résultats (▼ dom., ► ext.) |  |     |     |     |
| ---- | ----------------- | --- | - | - | - | - | -- | -- | ---- |  | -------------------------- |  | --- | --- | --- |
| 1    | Raja CA           | 7   | 3 | 2 | 1 | 0 | 10 | 1  | +9   |  | Raja CA                    |  | 1-1 | 5-0 | 4-0 |
| 2    | Al-Hilal FCT      | 4   | 3 | 1 | 1 | 1 | 4  | 2  | +2   |  | Al-Hilal FCT               |  |     | 0-1 | 3-0 |
| 3    | Al Hilal Omdurman | 3   | 3 | 1 | 0 | 2 | 3  | 8  | -5   |  | Al Hilal Omdurman          |  |     |     | 2-3 |
| 4    | Al-Weehdat Club   | 3   | 3 | 1 | 0 | 2 | 3  | 9  | -6   |  | Al-Weehdat Club            |  |     |     |     |

### Phase finale

#### Demi-finales
| Équipe 1   | Résultat | Équipe 2     |
| ---------- | -------- | ------------ |
| Al Ahly SC | 2 - 1    | Al-Hilal FC  |
| Raja CA    | 7 - 0    | Shabab Rafah |

### Finale
| 16 septembre 1996 | Al Ahly SC                           | 3 - 1 | Raja Club Athletic | Stade international du Caire, Le Caire |  |
|                   | Tolba 2e · Khashaba 49e · El Din 89e |       | 27e Bassir         |                                        |  |